# Mount Vernon, Arkansas
Mount Vernon är en ort i Faulkner County i delstaten Arkansas, USA.